# NGC 489
NGC 489 je galaksija u zviježđu Ribe.

## Vanjske poveznice
- SEDS: NGC 489